# Адалберт I фон Саарбрюкен
Адалберт I фон Саарбрюкен (на немски: Adalbert I von Saarbrücken, * през 11 век, † 23 юни 1137) от род Валрамиди, е канцлер на император Хайнрих V и архиепископ на Майнц от 1111 до 1137 г.

## Биография
Той е син на Сар-гауграф Зигеберт I (1080 – 1105) и вероятно дъщерята на гауграф Адалберт II фон Калв. Братята му са Фридрих († 1135), който става през 1118 г. граф на Саарбрюкен и Бруно († 1123), който е от 1107 до 1123 г. епископ на Шпайер. Той е така чичо на Адалберт († 17 юли 1141), архиепископ на Майнц (1138 – 1141).
Адалберт I помага на Хайнрих V в борбата му против баща му Хайнрих IV. На 14 февруари 1106 г. той става канцлер на Хайнрих V. Като канцлер Адалберт пътува през 1109/1110 г. с делегация за Рим, където Хайнрих V иска да постигне своята коронизация като император.
През пролетта на 1110 г. император Хайнрих V го номинира за епископ на Майнц, получава обаче митра и бастун на 15 август 1111 г. и едва на 26 декември 1115 г. е ръкоположен като епископ. По това време Адалберт е вече противник на Хайнрих V. През 1112 г. Хайнрих V го затваря заради имперския замък Трифелс и след бунт на гражданите от Майнц е освободен след три години. Той става архиепископ. През 1117 г. Адалберт получава палиума, а през 1119 г. е номиниран за папски легат (посланик) на Германия.
Той дава привилегии през 1119 или 1122 г. за гражданите на Майнц, които ги освобождават от чужди данъци и съдебни дела.
На 23 юни 1137 г. архиепископът умира. Той е погребан в построената от него капела „Св. Годехард“ до катедралата на Майнц. Гробът му е намерен отново през 1850 г.